# Pseudojana pallidipennis
Pseudojana pallidipennis är en fjärilsart som beskrevs av George Francis Hampson 1895. Pseudojana pallidipennis ingår i släktet Pseudojana och familjen Eupterotidae. Inga underarter finns listade.